# Ахмедов, Шахриёр Саидович
Шахриёр Саидович Ахмедов (тадж. Шаҳриёр Саидович Ахмедов; род. 3 июня 1993, Душанбе, Таджикистан) — российский боксёр. Пятикратный призёр чемпионата России (2015—2019). Бронзовый призёр Всемирных военных игр 2019 года. Мастер спорта России международного класса (2016).

## Биография
Шахриёр Ахмедов родился в Душанбе в таджикской семье. Изначально пробовал себя в борьбе — дзюдо, вольной борьбе, классике. В 2006 году, когда ему было 13 лет, он случайно попал в школу бокса в Якка-Чинаре, где был известный боксер Шерали Достиев. Его высокая техника поразила Шахриёра, и он начал тренироваться под его присмотром. Когда его тренер уехал в США, он тренировался у его брата Бахриддина Достиева, а затем у Абдуррашида Мамаджонова.
В 2016 году был удостоен звания «Мастер спорта России международного класса».
В 2021 году продолжил карьеру в профессиональном боксе.
Шахриёр живёт в Новосибирске.

## Спортивные достижения
- Чемпионат России по боксу 2015 — [6];
- Чемпионат России по боксу 2016 — [7];
- Чемпионат России по боксу 2017 — [8];
- Чемпионат России по боксу 2018 — [9];
- Чемпионат России по боксу 2019 — [10];
- Всемирные военные игры 2019 — [11][12].